# Moreno Martini (ostacolista)
Moreno Martini (Lucca, 10 maggio 1935 – Lucca, 29 gennaio 2009) è stato un ostacolista italiano, specializzato nei 400 metri ostacoli.

## Biografia
Nel 1958 prese parte ai campionati europei di Stoccolma, ma venne eliminato durante le semifinali. Nel 1959 batté per ben tre volte nel giro di quattro mesi il record italiano dei 400 metri ostacoli, abbassandolo fino a 51"1 l'11 ottobre. Nel 1960 partecipò ai Giochi olimpici di Roma, ma anche in questo caso non superò le fasi semifinali.
È stato due volte campione italiano, nel 1955 e nel 1959.

## Record nazionali
- 400 metri ostacoli:
  - 51"6 ( Pisa, 21 giugno 1959)
  - 51"4 ( Göteborg, 4 agosto 1959)
  - 51"4 ( Roma, 26 settembre 1959)
  - 51"1 ( Roma, 11 ottobre 1959)

## Palmarès
| Anno | Manifestazione  | Sede      | Evento             | Risultato    | Prestazione | Note |
| ---- | --------------- | --------- | ------------------ | ------------ | ----------- | ---- |
| 1958 | Europei         | Stoccolma | 400 metri ostacoli | elim. semif. | 53"7        |      |
| 1960 | Giochi olimpici | Roma      | 400 metri ostacoli | elim. semif. | 52"57       |      |

## Campionati nazionali
- 2 volte campione italiano assoluto dei 400 metri ostacoli (1955, 1959)

1955
- Oro ai Campionati italiani assoluti di atletica leggera, 400 metri ostacoli - 53"1
- Argento ai campionati italiani assoluti, staffetta 4x400 m - 3'20"4

1959
- Oro ai Campionati italiani assoluti di atletica leggera, 400 metri ostacoli - 51"6